# Het Verlaat
Het Verlaat is een wachtsluis in de Passageule-Linie aan de Isabellaweg in de voormalige gemeente Biervliet en de huidige gemeente Terneuzen.
In de achttiende eeuw vond de afwatering van het gebied tussen Biervliet en Oostburg plaats via de Passageule, in de volksmond 'De Lieje' genoemd. In 1788 werd dit water aan de westkant door de Bakkersdam en aan de oostkant door de Kapitalen Dam afgesloten. In deze laatste dam lag aan de noordkant een sluis, die niet optimaal werkte. Daarom werd door het nieuw gevormde 'Uitwateringsschap van de Kapitale Dam' in 1807, aan de zuidkant van die dam, een nieuwe sluis gebouwd. Tevens werd in dat jaar ongeveer 1 km westelijk van die nieuwe uitwateringssluis, een wachtsluis gebouwd. Op deze manier ontstond een soort spuikom. 
In die wachtsluis, 'het Verlaat' genoemd, zijn drie kokers gebouwd. Tijdens de Belgische Opstand is in augustus 1831 om deze sluis strijd geleverd, omdat het waterpeil onder druk van polderbestuurder Grégoire du Bosch uit Gent dusdanig verlaagd werd, dat Nederland hier een Belgische inval vreesde.
Circa 1995 is deze monumentale sluis langs de Isabellalweg gerestaureerd door het waterschap.